# Petròglifs de Mogor

Els petròglifs de Mogor, coneguts popularment com a Laberints de Mogor, és una de les estacions rupestres més reproduïdes i analitzades de tota Galícia. Es troba al lloc de Barriada, a Mogor, una parròquia de l'ajuntament de Marín, província de Pontevedra. Forma part del conjunt d'art rupestre de Terres de Pontevedra.
Es compon de tres conjunts de gravats rupestres visibles, tot i que hi hagué a la zona fins a set grups rocosos amb gravats, entre aquests alguns dels escassos laberints trobats de moment a Galícia. Constitueixen una mostra excepcional del denominat Grup Galaic d'Art Rupestre, exemples d'art rupestre repartits per tota Galícia i que tenen l'origen entre els anys 3000 i 2000 ae.
El motiu del laberint, característic dels petròglifs de Mogor, és atípic en el conjunt de l'art rupestre gallec: només se'n coneixen cinc exemples, tots a la província de Pontevedra.

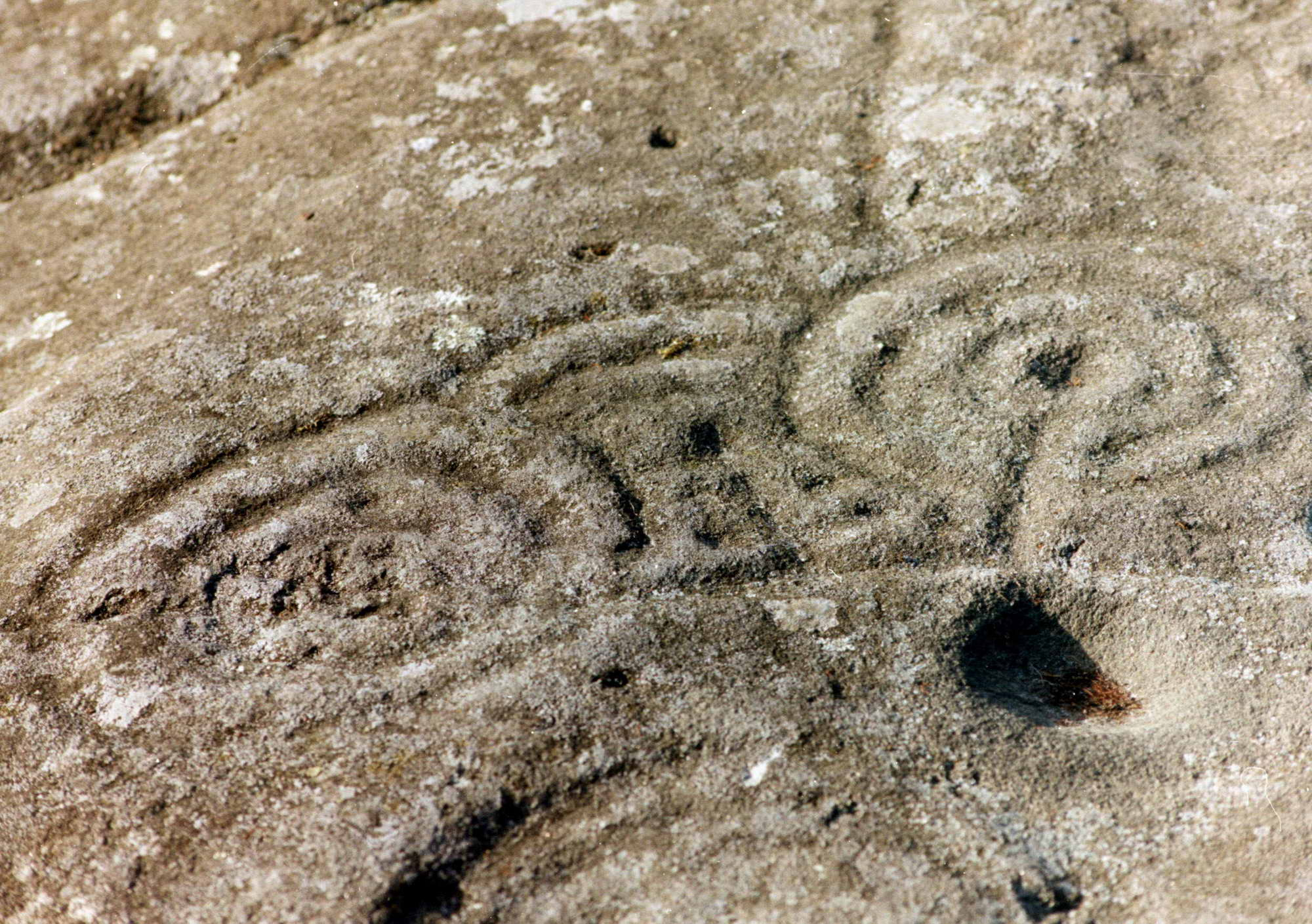
Petròglifs de Mogor

## Característiques
Els tres conjunts de gravats rupestres de Mogor són:
- La Pedra do Labirinto: és una roca de forma allargada, de 5 x 1,5 m, que representa un laberint format per uns solcs amples i profunds al voltant d'una cassola i amb uns apèndixs a la part superior. A la resta de la superfície de la roca hi ha més combinacions circulars amb cassola al centre i cercles senzills, més superficials que l'anterior.
- La Pedra dos Campiños, situada a deu metres de l'anterior, és una altra roca plana on els gravats són més curosos i els solcs menys profunds. També s'hi representa un laberint, però manca de la cassola central i apèndixs. El laberint està molt borrós i desgastat, per la qual cosa només pot percebre's en determinades condicions de llum. La roca està enfonsada, la qual cosa ha afectat lleument el solc superior del laberint.
- La Laxe dos Mouros presenta vint-i-tres combinacions circulars lligades per línies corbes, diversos grups de cassoles, dues combinacions pseudolaberíntiques, quatre cercles senzills i un cérvid (encara que aquest quasi imperceptible). Antigament aquesta llosa era coneguda pel nom de "pedra da moura encantada".

## Centre d'interpretació
Els petròglifs són en una zona enjardinada que intenta recrear un ambient arqueològic. Hi ha passarel·les que permeten veure'ls des de dalt sense haver de trepitjar les pedres ni els gravats. Aquestes estructures formen part del centre d'interpretació dels petròglifs de Mogor, la construcció dels quals acabà a la fi de 2011. Hi ha un conveni entre l'ajuntament de Marín i la Junta de Galícia per fer-ne un museu.

## Altres conjunts rupestres a Marín
A més dels coneguts petròglifs de Mogor, l'ajuntament de Marín té gravats rupestres a Cachada Grande, Carballás, Champás, Chan da Lagoa, Cadro, Pornedo (a la parròquia de San Xulián), i a A Godalleira i Sete Espadas (a la parròquia de Sat Xurxo de Mogor).
El seu estat de conservació, en general, i malgrat ser declarats monuments historicoartístics, no és l'adequat, però han tingut millor sort que altres que desaparegueren, com els de Teixugueira, Laxe o la coneguda Pedra dos Namorados.

## Enllaços extens
- Petròglifs de Mogor a la pàgina web de Turgalicia.
- Petròglifs de Mogor a la pàgina web de l'Ajuntament de Marín.